# Bilećai csata
A bilećai csata 1388. augusztus 27-én zajlott Bileća település közelében, a mai Bosznia-Hercegovina területén Bosznia és az Oszmán Birodalom között. I. Tvrtko bosnyák király csapatait a csatában Vlatko Vuković és Radič Sanković vajdák, a török hadseregét Lala Sahin pasa vezették.
Mavro Orbini, raguzai történetíró A szlávok királysága című 1601-ben íródott műve szerint a bosnyák had 7000, az oszmán pedig 18000 főből állt. A csata bosnyák győzelemmel ért véget. A szemben álló erők vesztesége ismeretlen. A csata kimenetele rövid időre megmentette az országot az oszmán megszállástól. Azonban a vereség az Oszmán Birodalmat újabb támadásra sarkallta. Ez egy év múlva következett be az első rigómezei csatával.

## Fordítás
- Ez a szócikk részben vagy egészben  a   Schlacht bei Bileća című német Wikipédia-szócikk fordításán alapul.  Az eredeti cikk szerkesztőit annak laptörténete sorolja fel. Ez a jelzés csupán a megfogalmazás eredetét és a szerzői jogokat jelzi, nem szolgál a cikkben szereplő információk forrásmegjelöléseként.